# Sveamål
Sveamål är ett av sex olika dialektområden som tillhör det svenska språkområdet. Centrum för området är Uppland. Hit ansluter sig Gästrikland, södra Hälsingland, sydöstra Dalarna, Västmanland öster om en gräns mellan Hedströmmen och Kolbäcksån samt norra och östra Södermanland. Dialekterna inom detta område kan med ett gemensamt ord kallas för uppsvenska mål.
Resten av Södermanland, Närke, Östergötland (utom den sydvästra delen), nordöstra Småland (Kalmar län norr om Kalmar) och Öland utgör ett övergångsområde mot götamålen. Dialekterna i detta område brukar kallas för mellansvenska mål.
De egentliga dalmålen räknas också till sveamålsområdet. Norra delen av Hälsingland utgör ett övergångsområde till de norrländska målen.